# Glyptothorax laak
Glyptothorax laak är en fiskart som först beskrevs av Popta, 1904.  Glyptothorax laak ingår i släktet Glyptothorax och familjen Sisoridae. Inga underarter finns listade i Catalogue of Life.